# Jean Acquaviva
Pour les articles homonymes, voir Acquaviva et Graziani.
Antoine Graziani, dit Jean Acquaviva, né le 24 juin 1924 à La Londe-les-Maures dans le Var et mort le 14 mars 2015 à San-Martino-di-Lota en Corse, est un scénariste français de bandes dessinées. Il signe aussi sous les pseudonymes de Jean-Simon Rutalais, Pierre Mérou, Saint-Alban et Mérou.
Résistant puis membre du conseil central de la jeunesse franciste pendant l'Occupation, condamné pour acte de collaboration à la Libération, il s'évade après quatre ans de détention et entreprend une nouvelle vie sous le nom de Jean Acquaviva.
Il commence une carrière de scénariste pour les périodiques Bayard puis Record où il traduit des bandes dessinées étrangères et crée ses propres séries, notamment Bill Jourdan et Tony Sextant, tout en travaillant pour la télévision française.
Par la suite, il réalise les adaptations françaises de bandes dessinées étrangères publiées dans de nombreux fascicules par les éditions Aventures et Voyages.
Il prend sa retraite en 1984 et meurt en 2015 à Bastia.

## Biographie

### Jeunesse franciste
Dans son autobiographie publiée en 2009 aux éditions Dualpha sous le titre Les Visiteurs de l'aube, Antoine Graziani raconte comment en 1941, à l'âge dix-sept ans, il est envoyé en infiltration auprès du parti franciste, parti politique collaborationiste, à la demande du groupe de résistants auquel il appartient. Il découvre que ce parti est dirigé par un ancien héros de la Grande guerre, Marcel Bucard, qu'il connaît plusieurs de ses membres et qu'il regroupe d'anciens soldats, ce qui l'amène à se rapprocher de ce mouvement. Après la défaite allemande de Stalingrad, il rompt avec la Résistance pour s'investir dans le parti et devient membre du conseil central de la jeunesse franciste et rédacteur de la page du « Front de la jeunesse » dans le journal du parti, Le Franciste. Condamné à mort à la Libération, il est ensuite gracié avec une peine commuée en vingt ans de réclusion criminelle et, après avoir été emprisonné pendant huit mois à Clairvaux, il est transféré au camp de Struthof d'où il s'évade après quatre ans de détention.  Recherché, il commence une nouvelle vie, porteur de faux papiers au nom de Jean Acquaviva. 

### Collaboration à Bayard et Record
C'est sous la nouvelle identité de Jean Acquaviva qu'il travaille comme dessinateur dans une imprimerie parisienne, puis comme décorateur au Ministère de la Jeunesse et des Sports avant de publier ses premiers articles en 1950 dans l'hebdomadaire Le Pèlerin édité par la maison d'édition catholique Bonne Presse qui deviendra ensuite Bayard, au sein de laquelle il effectue une grande partie de sa carrière dans les hebdomadaires Bayard puis Record.
Il écrit tout d'abord, sous le pseudonyme Jean-Simon Rutalais, des contes et des nouvelles et signe, sous le pseudonyme Saint-Alban, la rubrique cinéma du magazine. Il adapte ensuite en français des bandes dessinées italiennes, certaines sous le pseudonyme Pierre Mérou (Procopio, Hiawatha, La Clé d’Antar, Velthur le pacifique, Ben Hur, Spartacus, Tecumseh) puis écrit des scénarios originaux pour des séries : La Course à l’uranium et Hiawatha pour Alain d'Orange, Yvan des Valdaï, Bill Jourdan et Pascal et Michèle Monfort pour Loÿs Pétillot, Stop au signal rouge ! pour José Ramón Larraz, Les 7 Samouraï pour Pierre Forget, Lolo et Mandoline et Tony Sextant pour Julio Ribera, ainsi que des récits complets didactiques.
Il bénéficie entretemps de l'amnistie des faits de collaboration en 1953 (loi du 6 août 1953).

### Activités pour la télévision
Alors qu'il travaillait au Ministère de la Jeunesse et des Sports, il avait fait la connaissance de Pierre Tchernia et avait réalisé quelques illustrations pour la télévision française. À partir de 1957, après avoir co-signé un roman avec Pierre Sabbagh, il travaille avec celui-ci en rédigeant des questions pour l'émission L'Homme du XXe siècle entre 1961 et 1964, participe aux émissions Manège et Gros lot, écrit des textes pour les comédiens comiques Raymond Souplex, Jacques Grello, Robert Rocca…

### Collaboration à Aventures et Voyages
Après son renvoi par les éditions Bayard, Jean Acquaviva est engagé en 1965 par les éditions Aventures et Voyages où il est chargé d'adapter en français des séries étrangères (venant d’Italie, d’Allemagne, des États-Unis, d’Espagne…). Pendant vingt ans, il va ainsi réaliser les adaptations de plus de 3 200 épisodes publiés par les différents titres de l'éditeur : Apaches, Whipii !, Brik, Pirates, Akim, Bengali, Safari, Yacata, Captain' Swing, En Garde, Tipi, Carabina Slim, Pistes Sauvages, Totem, Long Rifle, La Route de l'Ouest, El Bravo, Ivanhoé, Lancelot, Marco Polo, Shirley, Belinda, Pamela, Janus Stark, Trophée, Skater, Coups Durs, En Piste, Vick, Les Rois de l'Exploit, Sunny Sun, Atemi, Antarès, Super Force, Tchak, Bozo, Robbie, Minou Cat…

### Autres collaborations
À la fin des années 1950, Jijé lui demande des scénarios pour sa série Jerry Spring mais cette collaboration se limitera à un seul épisode, Les 3 Barbus de Sonoyta, paru en album en 1959.
Au début des années 1960, Jean Acquaviva fournit des scénarios pour la série Bonux Boy dessinée par Benoît Gillain publiées dans le journal publicitaire éponyme.
Il rédige également des articles pour les magazines Point de Vue, L'Équipe et Rallye Jeunesse. 

### Retraite et décès
Antoine Graziani prend sa retraite en 1984 en Corse où il s’était installé au cours des années 1970. Il meurt le 14 mars 2015 à Bastia.

## Publications

### Revues
- Bayard, de 1953 à 1962 : 
  - Pat et Big Ben, dessin d'Alain d'Orange
    - Banda–Tanga, publié du no S1/349 au no S1/383 (1953)
    - Uranium, publié du no S1/392 au no S1/453 (1954)

  - Hiawatha, dessin d'Alain d'Orange, publié du no S1/474 au no S1/499 (1956)
  - Bill Jourdan, dessin de Loÿs Pétillot
    - Le Carnet noir, publié du no S2/1 au no S2/56 (1956)
    - Tombstone, publié du no S2/57 au no S2/112 (1957)
    - La Mission de Vapahana, publié du no S2/132 au no S2/186 (1959)
    - L’Or de Bonanza–City, publié du no S2/188 au no S2/220 (1960)
    - Le Désert de la mort, publié du no S2/221 au no S3/3 (1960)

  - Yvan des Valdaï, dessin de Loÿs Pétillot, publié du no S1/474 au no S1/499 (1956)
  - Tony Sextant, dessin de Julio Ribera
    - Chevalier de l’espace, publié du no S2/55 au no S2/117 (1957)
    - Rendez vous à Tycho, publié du no S2/119 au no S2/187 (1958)
    - Syrtys Major ne répond plus, publié du no S2/206 au no S2/231 (1960)
    - Deimos, le satellite d'acier publié du no S2/234 au no S3/9 (1960)

  - Pascal et Michèle Monfort, dessin de Loÿs Pétillot
    - Victoire à Vera Cruz, publié du no S2/227 au no S2/245 (1960)
    - Le temple du dieu chauve–souris, publié du no S3/6 au no S3/24 (1961)

  - Lolo et Mandoline, dessin de Julio Ribera
    - Lolo et Mandoline, publié du S2/n° 171 au n° 209
    - Lolo et l'Arensaure,publié du S2/n° 211 au n° 246

  - Titjo et les compagnons de l’Hémoglobine, dessin de Ramón Monzón, publié du no S3/1 au no S3/25 (1961)
  - Adaptations de bandes italiennes  :
    - Hiawatha S1/n° 411 à 433 (1954-1955)
    - Goëland rouge S1/n° 434 à 450 (1955)
    - Le trésor de Kon-Tiki S1/n° 451 à 473 (1955)
    - La clé d'Antar S1/n° 474 à 499 (1956)
    - Velthur le pacifique S2/n° 116 à 138 (1958-1959)
    - Tecumseh S2/n° 162 à 188 (1959-1960)
    - Ben Hur S2/n° 189 à 200 (1960)
    - Le dernier des Penmarch S2/n° 206 à 215 (1960)
    - Procopio, histoire originale et dessin de Lino Landolfi :
      - Joe, le héros du Far West S2/n° 121 à 138 (1959)
      - Les aventures de Procopio S2/n° 139 à 163 (1959)
      - Procopio mousquetaire S2/n° 196 à 206 (1960)
      - Procopio au Far West S2/n° 208 à 224 (1960)
      - Procopio XII et les jeux olympiques S2/n° 246 à 250 (1961)
      - Procopio à Luna-Park S3/n° 22 à 28 (1961)
      - Procopio "pieds plats" S3/n° 29 à 40 (1962)

  - Kennedy - Aventure dans le Pacifique, publié dans le no S3/6 (1961)
  - Rédactionnel :
    - Les indiens d'Amérique du Nord (1955) n° 456 à 471
    - Histoire et organisation des PTT (1958 - 1959)
    - Le 1er Exploit de Buffalo Bill, Le Roi des chasseurs de bisons : Buffalo Bill, Buffalo Bill le roi des hommes de la frontière, Val de Loire, La Ruée vers l’or, Le Taureau assis (1960)
    - Visitons l’usine à images de Walt Disney, L’Avion a été inventé 2 fois, Rocamambo (1961)

  - Récits didactiques :
    - dessin de Arranz : Gagarine Youri l’homme de l’espace, Le Cheval de bois, L’Odyssée du Dr. Wassel, Lapérouse, Le Fou de Saintes, Sa Majesté La Bigorne, Le Premier avion quitte le sol, La Parmentière, Phan le gueusard, L’Unique survivant, Sur la piste du colonel Fawcett, À pleines voiles vers la mort, Le Maître de l’acier, Le Roi des perles, Le Hussard de la Mors, Champollion, L’Homme au nez d’argent (1961 - 1962)
    - dessin de Julio Ribera : Le Vol de la Joconde, Blériot (1961)
    - dessin de Jordom : Les 3 Fourches de Cricri le gaulois malchanceux (1961)
    - dessin de Max Lenvers : La Croisière jaune (1961)
- Record, de 1962 à 1965 :
  - Pascal et Michèle Monfort, dessin de Loÿs Pétillot
    - Perles à gogo, publié dans le no 4 (1962)
    - Drôle de soupe au lait, publié dans le no 6 (1962)
    - Méli–mélo, publié dans le no 11 (1962)
    - Le Stop brûlé, dessin de Arranz, publié dans le no 20 (1963)
    - Le Coup du bâton, publié dans le no 30-31 (1964)
    - Destination Tokyo, publié dans le no 34 (1964)
    - Lapins à gogo, publié dans le no 36 (1964)
    - Le Nœud du problème, publié dans le no 38 (1965)
- Spirou, en 1957 :
  - Jerry Spring : Les 3 Barbus de Sonoyta, dessin de Jijé, publié du no 1012 au no 1032

### Albums
- Bill Jourdan, dessin de Loÿs Pétillot

Éditions Bonne Presse, collection Ciné-Color
1. Le Carnet noir, 1957
2. Tombstone, 1958

Éditions du Triomphe
1. Le Carnet noir, réédition du 1 Bonne Presse, 1998
2. Tombstone, réédition du 2 Bonne Presse, 1999
3. La Mission de Vapahana, 2000
4. L'Or de Bonanza-City, 2003
5. Le Désert de la mort, 2007

- Tony Sextant, dessin de Julio Ribera

Éditions Bonne Presse, collection Ciné-Color
1. Tony Sextant chevalier de l'espace, 1958

Éditions du Taupinambour
1. Intégrale 1, 2013
2. Intégrale 2, 2013
3. Intégrale 3, 2013

- Jerry Spring, dessin de Jijé, Dupuis

1. Les 3 Barbus de Sonoyta, 1959

- Yvan des Valdaï, dessin de Loÿs Pétillot, Éditions du Triomphe, 1997

- Tit Jo et les Compagnons de l'hémoglobine, dessin de Ramón Monzón, éditions Regards, collection Ça Cartonne, 2008